# Chicago Spire
Chicago Spire, ursprungligen Fordham Spire, var en planerad och påbörjad skyskrapa i Chicago, Illinois, USA som var under konstruktion fram till slutet av 2008, men på grund av bristande finansiärer stoppades bygget. Byggnaden hade ritats av den spanska arkitekten Santiago Calatrava och beställdes av Garrett Kelleher från Shelbourne Development. Om byggnaden färdigställts med sina utlovade 609,6 meter (2 000 feet) och 150 våningar, hade den blivit en av världens högsta byggnader och fristående strukturer. I maj 2005 meddelade Christopher Carley från Fordham Company att byggprojektet stöddes av många Chicagobor och statstjänstemän.
Efter flera månaders utveckling av byggnaden under 2005, misslyckades Carley att anskaffa den nödvändiga finansieringen och projektet övertogs 2006 av Garrett Kelleher från Shelbourne Development. Efter det har tre större ändringar av konstruktionen gjorts, och det omdöpta projektet fick sitt godkännande av staden. Men på grund av recessionen i slutet av 2000-talet och dess inverkan på den huvudsakliga långivaren för projektet avbröts byggandet på platsen. Efter flera misslyckade investeringsförsök med fackliga investeringsfonder för att rädda projektet, fortsatte Shelbourne Development att försöka säkra ytterligare finansiering och starta byggandet igen. År 2014 tog fastighetsföretaget Related Midwest över rättigheterna efter en utdragen konkurs. Därefter har flera andra förslag för platsen planerats, hålet var kvar 2018.

## Historia

### Fordham Spire
Ursprungligen, i juli 2005, var namnet för byggnaden tänkt att bli Fordham Spire och den skulle bli 115 våningar hög. Det var den chicagobaserade ingenjören Christopher Carley från Fordham Company som ledde projektet. Byggnaden var tänkt att innehålla hotell och lägenheter, samt att ha en TV-mast på taket. Den 16 mars 2006 fattades ett enhälligt beslut om den ursprungliga byggnadskonstruktionen under sammanträde i Chicago Plan Commission och knappt en vecka senare, den 23 mars 2006, skedde samma sak på mötet med stadens zonindelningskommitté. Tre dagar senare, den 29 mars 2006, godkände Chicagos stadsfullmäktige konstruktionen. Som en naturlig del i processen för godkännandet, antogs åtgärder av rådet som höjde gränsen för strukturer på plats för att rymma det 610 meter höga skyskrapan.
Det fanns brett stöd för den ursprungliga utformningen av byggnaden, både bland boende i grannskapet och runt om Chicago som helhet, dels för att byggnaden skulle förhindra mindre solljus, samt att den skulle skymma mindre av den artificiella horisonten än vad marken ursprungligen skulle göra. Chicagos borgmästare, Richard M. Daley, sa att han gillade utformningen och ansåg att den var miljövänligt utformad. Chicagos kommunfullmäktige Burton Natarus, vid det 42:a valdistriktet, vilket var det lokala distriktet då byggnaden tillkännagavs, sa: "Det här är en väldigt unik möjlighet för staden Chicago. Byggnaden hör till Chicago och bör således vara i Chicago."
Motståndet som kom från vissa kvarter och invånare härstammar från problem med ökad trängsel. Donald Trump var en av dem som framförde sitt missnöje mot bygget. Han ansåg att byggnaden skulle bli ett mål för terrorister och att projektet inte ens verkade bli lönsamt. Ett av Trumps projekt, Trump International Hotel and Tower, är också en skyskrapa, som färdigställdes i sin helhet i januari 2009, bara några kvarter väster om platsen för Chicago Spire. Byggnaden skulle skymmas av Chicago Spire, och Chicago Spire skulle istället bli det högsta bostadshuset i USA, och skulle även bli en direkt konkurrent till Trumps möjlighet att sälja bostäder.

### Initiala ekonomiska problem
Efter flera månader av utveckling misslyckades Carley att få tillräcklig finansiering för att fortsätta byggandet. Den irländska utvecklaren Garrett Kelleher, styrelseordförande i Shelbourne Development, klev då in och förvärvade marken på North Lake Shore Drive 400 och det tillkännagavs att han skulle finansiera utvecklingen av byggnaden. Med Kelleher i ledning över projektet försvann också en stor del av osäkerheten om utvecklingen av byggnaden, då Kelleher förklarade att han gick in med 100 % av aktierna, något som Carley aldrig hade kunnat göra. Kelleher hade också ett ekonomiskt stöd för att förvärva marken, något som Carley saknade, men han uppgav även att han skulle överväga att använda sig av Carleys tjänster för utveckling och uttryckte sig med orden "Carley kommer att betalas en ospecificerad summa pengar för sin inblandning i affären så här långt." Kelleher döpte senare om projektet till "Chicago Spire" som kort därefter skulle gå genom "North Lake Shore Drive 400", som om det inte längre vore ett Fordham-projekt.

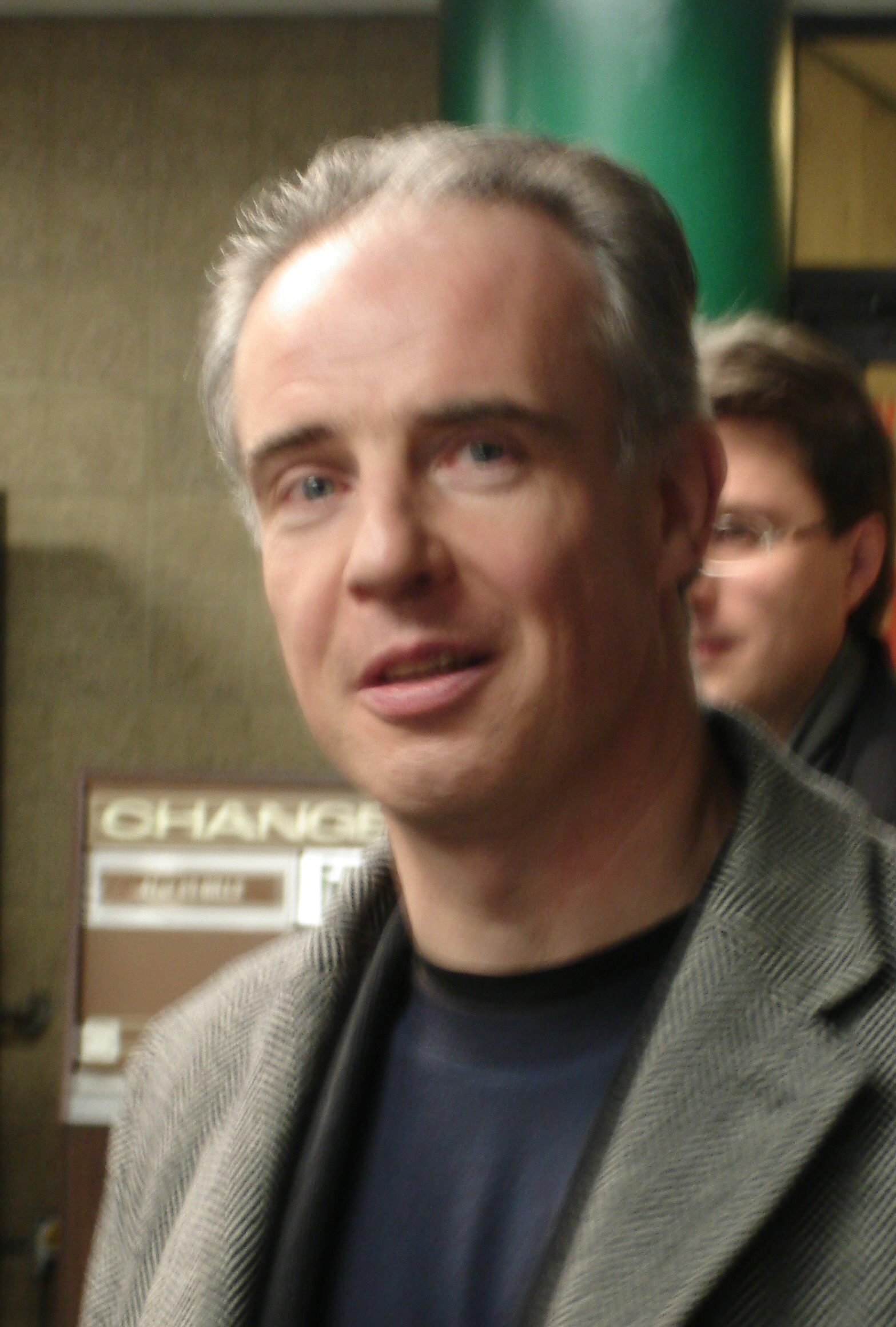
Garrett Kelleher, styrelseordförande för Shelbourne Development.

### Shelbourne Development

#### Nya utformanden
Under det sista kvartalet 2006 gick Shelbourne Development ut med två separata pressmeddelanden, gällande skyskrapans konstruktion och utformning. I ett pressmeddelande i november 2006 uppgav Shelbourne Development att byggandet av Chicago Spire skulle inledas i juni 2007. I början av december 2006 gavs ett annat pressmeddelande ut, där det uppgavs att utformningen av byggnaden skulle revideras. Detta innebar att hotellverksamheten och TV-masten inte längre fick vara kvar - byggnaden skulle alltså enbart bestå av bostadsrättslägenheter. Med den nya ändringen av byggnadens utformning ändrade man spiralformen att konsolideras mot foten av byggnaden, som också var bredare än den ursprungliga planen. Dessutom smalnande inte längre spiran av upptill, vilket resulterade i att större golvyta och det överhängande taket räknades in. Revideringen tog även bort den separata parkeringen från den ursprungliga planen, och inkluderade istället garage i huset. Denna första större omstrukturering av byggnaden kritiserades av flera arkitektoniska kritiker och statstjänstemän.
I slutet av december 2006 rapporterade tidningen Chicago Tribune att fastighetsägaren bad om åsikter från lokala ledare för ytterligare en revidering av byggnaden. Flera veckor efter den rapporten publicerade Chicago Tribune en exklusiv intervju med arkitekten Santiago Calatrava och den ledande utvecklaren Garrett Kelleher. Under intervjun visade Calatrava sina designidéer för hur man skulle återställa spiralformen av byggnaden, och visade upp sin vision av lobbyn i Chicago Spire. Den 26 mars 2007 tillkom ytterligare ändringar som visades under en offentlig presentation av Shelbourne Development i en utställningsmonter med den senaste formgivningen.

#### Godkännande
Efter Shelbournes offentliga presentation den 26 mars 2007, gav de lokala invånarna positiva reaktioner för den senaste utformningen av Chicago Spire. Den 19 april 2007 godkände slutligen Chicago Plan Commission de nya planerna för Chicago Spire. Den 26 april samma år godkändes Chicago Spires slutliga utformning av Chicagos zonindelningskommitté och några veckor senare, den 9 maj, av Chicagos kommunfullmäktige.

### Marknadsföring
I juni 2008 hade Shelbourne sålt drygt 350 av totalt 1 193 lägenheter – mer än hälften av dessa var sålda till utländska investerare på marknader där vissa bestämmelser för SEC inte gäller. Den 30 september 2008 meddelade Shelbourne att byggnadens takvåning hade sålts till gosdjurstillverkaren Ty Warner. Kelleher har erbjudit sig att hyra ut lägenheter för en garanterad avkastning på 7,5 % för att sporra försäljningen. Den här typen av strategi är vanligt förekommande utanför USA, där den marknadsförs betydligt tyngre och sporrar försäljningen av de minsta lägenheterna – vilka är mest sannolika att kunna sälja in som investeringar i hyresfastigheter, till utlänningar.

### Finanskrisen och avbrytande av bygget

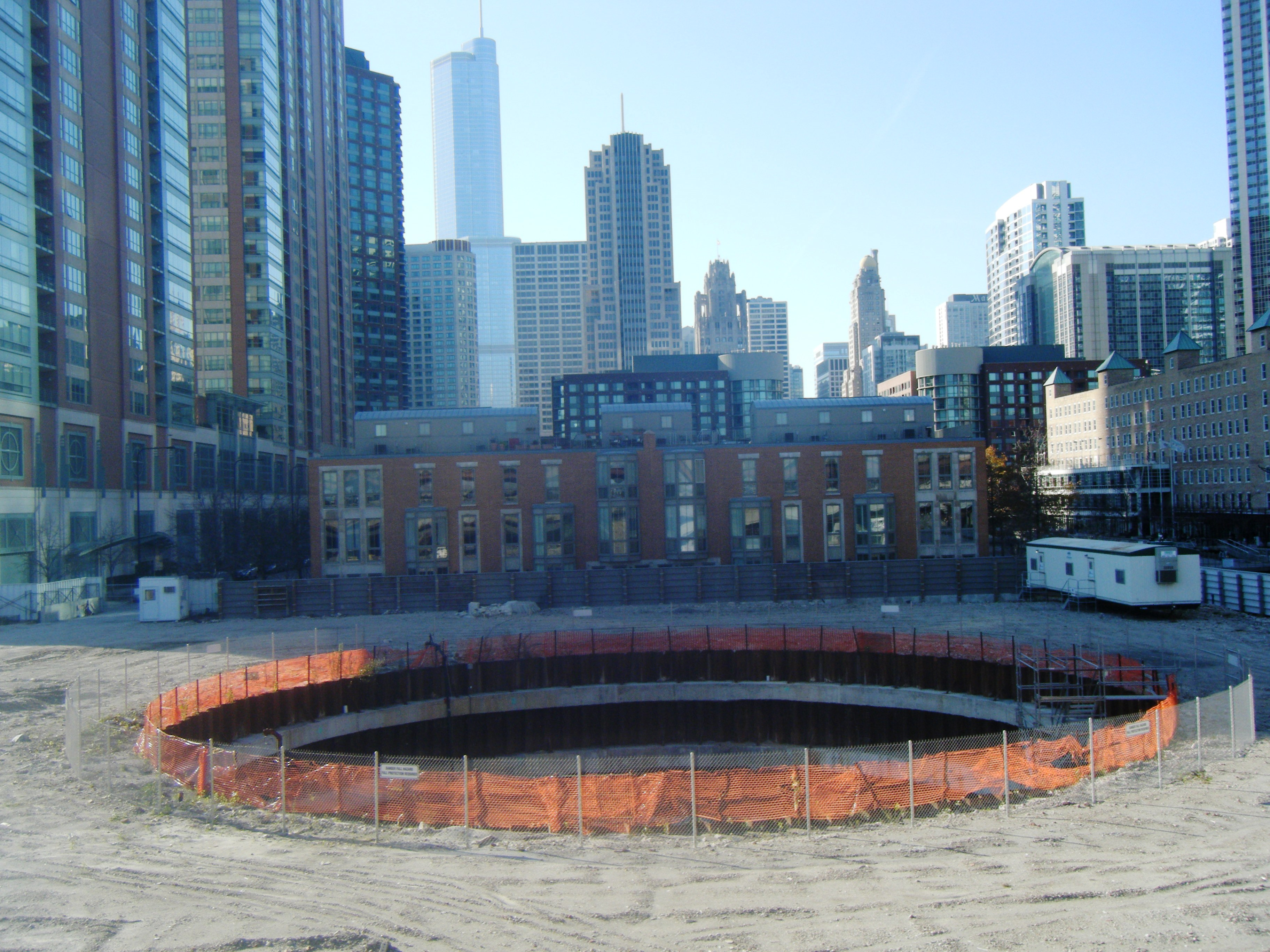
Bygget av Chicago Spire har varit vilande sedan slutet av 2008.

I oktober 2008 började lågkonjunkturen påverka projektet. Byggandet av konstruktionen avbröts och en utbetalning på 11,34 miljoner dollar gjordes till arkitekten Santiago Calatrava på byggplatsen, där det angavs att Kelleher ännu inte hade betalat honom för hans utförda arbete. Inom ett par månader var den primära långivaren för projektet, Anglo Irish Bank, mycket nära en ekonomisk kollaps. Bankens alla aktier hade förlorat nära på hela sitt värde och Anglo Irish Bank stod inför ett förstatligande. På grund av bankens svåra ekonomiska situation var Shelbourne Development tvungen att avbryta byggandet, och slutligen betala tillbaka hela det lånade beloppet på 69,5 miljoner dollar.
Under hösten 2009 hotades projektet med ytterligare rättstvister och retentionsrätter. Ägaren till NBC Tower i Chicago lämnade in en stämningsanmälan mot Shelbourne Development där man ville vräka dem från deras försäljningskontor, där en omfattande modell av byggnaden hade installerats. I stämningsansökan påstod man att Shelbourne låg efter med 316 000 dollar i leasingavgifter. Utöver detta och andra panträtter som också var noterat på deras egendom, fyllde Bank of America i en stämningsansökan mot Shelbourne på 4,92 miljoner dollar. Stämningen var ett försök att samla in pengar för två obetalda lån som hade använts till den ursprungliga konstruktionen av Chicago Spire.
Dessa motgångar gjorde framtiden osäker, och vid samma tid avslogs också Chicagos ansökan till Olympiska sommarspelen 2016. Detta sammantaget gjorde att framtiden för projektet visade sig ännu mer dyster. Men i slutet av 2009 meddelade AFL-CIO och Kelleher att de har diskuterat om ett potentiellt lån om 170 miljoner dollar, vilket skulle dra tillbaka Kellehers lån från Anglo Irish Bank, betala de utestående panträtterna, och åter igen starta upp arbetet i utbyte mot att få bygga klart projektet fackligt. På grund av bristen av byggprojekt efter den misslyckade ansökan om Olympiska spelen och den tröga ekonomin, var fackföreningarna i Chicago allt mer desperata efter att hitta arbete för sina anställda som stod inför en arbetslöshet på nära 30 %. Om bygget av Chicago Spire återupptogs, skulle omkring 900 fackmedlemmar ha heltidsjobb  i fyra år framöver. Förutom de 194 miljoner dollar som Kelleher personligen investerat i projektet, har finansieringen backats upp och garanterats av ett ospecificerat belopp och från en okänd källa i form av ett mezzaninkapital och överbryggningslån, som automatiskt kommer att sättas in om lånet från AFL-CIO kan säkras.
Men inom några veckor efter det officiella tillkännagivandet att Kelleher letade efter fackliga bailouts, drog fyra av de stora fackliga investeringsfonderna tillbaka sitt erbjudande till Shelbourne Development om att ansöka om lån. Medan Kelleher fortsatte att söka efter finansiering till projektet, minimerades hans möjligheter till finansiering betydligt. År 2014 tog fastighetsföretaget Related Midwest över rättigheterna efter en utdragen konkurs. Därefter har flera andra förslag för platsen planerats, gropen där huset skulle stå hålet är kvar 2018.

## Skyskrapans läge

Karta över läget.

Skyskrapan var tänkt att stå vid Chicagosjön, i höjd med Navy Pier, som ligger nordöst om Chicagos lokalslinga i Streeterville, i närheten av gemenskapsområdet i Near North Side. Där rinner Chicagofloden ut i Michigansjön, intill Ogden Slip (Chicagosjön) i norr, North Lake Shore Drive i öster, Chicagofloden i söder och till befintliga bostadsfastigheter i väster. Platsen var ursprungligen tänkt åt två stycken 35- till 50-våningsbyggnader. Ursprungligen var det tänkt för att säljas genom ett samföretag i LR Development Company of Chicago och JER Partners of Virginia för 64 miljoner dollar till Christopher Carley från Fordham Company. Efter flera kortsiktiga förlängningar, och senare Carleys misslyckande att anskaffa den nödvändiga finansieringen, köpte istället Kelleher marken och lovade att finansiera resten av projektet.

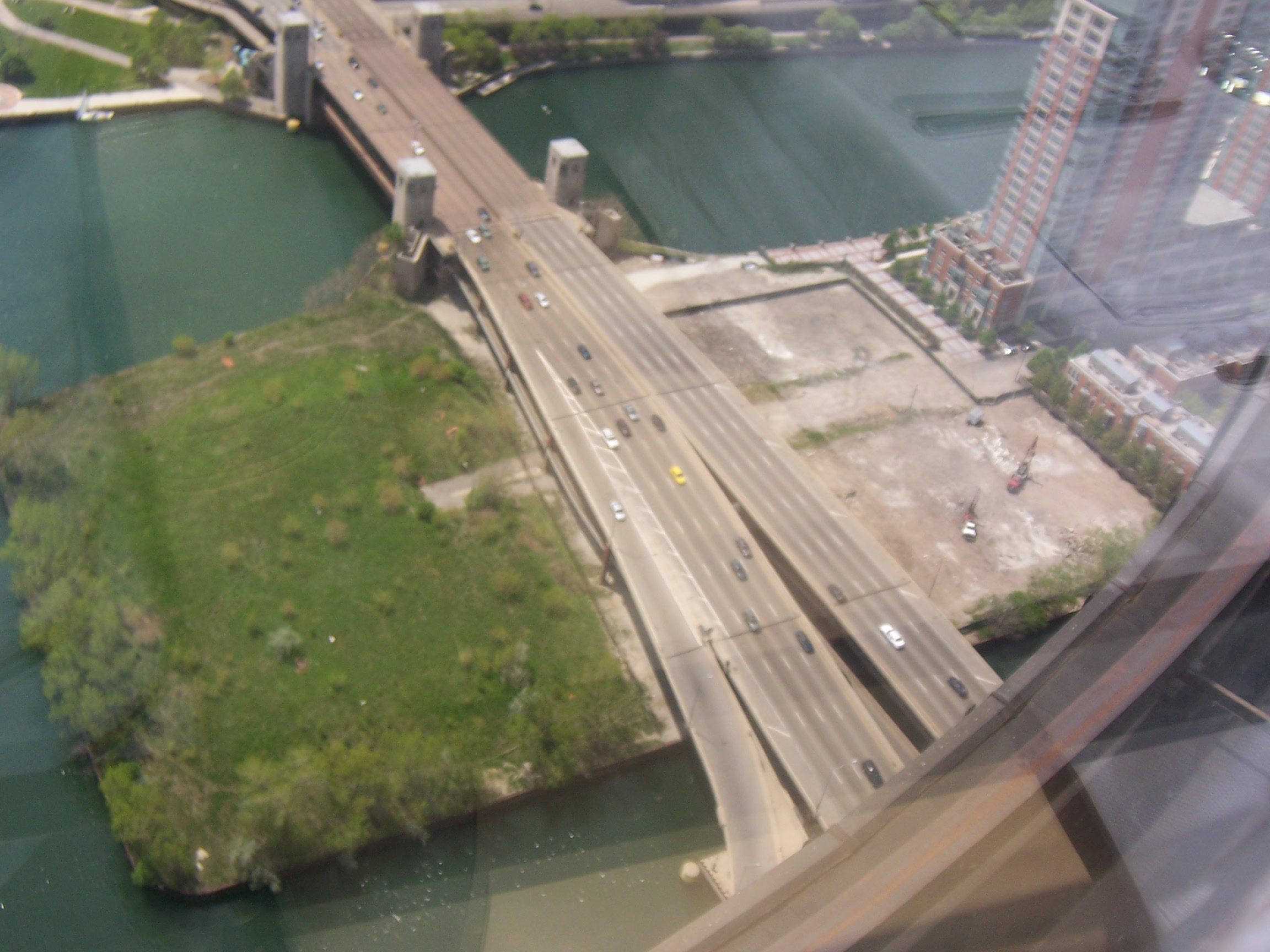
Platsen för Chicago Spire och DuSable-parken innan byggandet, 2007.

### DuSable-parken
När projektet först tillkännagavs, utlovade Fordham Company att bidra med nästan 500 000 dollar till utvecklingen av stadens föreslagna park, DuSable, vilket skulle förefalla som Chicago Spires egendom. Parken skulle sträcka sig över en yta på 3,24 tunnland (1,31 ha) och ha en budget på 11,4 miljoner dollar för renovering. Den 26 mars 2007 lovade Shelbourne att betala 6 miljoner dollar till utvecklandet av parken, för att göra upp om underskottet som var kvar från stadens ursprungliga löfte om 6 miljoner dollar och därmed långt överstiga Fordham Companys första anbud. I maj 2007 ökade Shelbourne sitt löfte upp till 9,6 miljoner dollar.
Markundersökningar som utförs i december 2000 på platsen för den föreslagna parken visade kontaminering av radioaktivt torium. Torium användes av Lindsay Light Company, som låg i närområdet. Efter stängningen av företaget på 1930-talet, dumpades förorenad jord på platsen för den föreslagna parken. I mars 2003 förklarade Chicago Park District att saneringen av torium var ofullständigt utförd. Risker för föroreningar och smittor kan undvikas genom att lägga minst 15 cm betong under den berörda marken, en process som sannolikt skulle vara mer genomförbart för området vid Chicago Spire, än för den intilliggande parken.

## Arkitektur

En silhuett av skyskrapans huvudsakliga exteriöra formgivning.

### Formgivning
Som med flera av Calatravas tidigare formgivningar av skyskrapor och spiror, har han låtit sig inspireras och hämtat teman och mönster från naturen och skapat långa, slingrande skyskrapor. För utformningen av Chicago Spire har Calatrava liknat strukturen för en imaginär rökspiral som kommer från en lägereld i närheten av Chicagofloden, upplyst av ursprungsbefolkningen i området. Även till byggnadens nydesignade topp har han relaterat och liknat till graciösa och roterande former av ett snäckskal.
Med sina 610 meter skulle Chicago Spire än en gång ändra stadens vison om att alltid förändra horisonten. Planen för tornet omfattar 1 193 lägenheter, och varje våning av byggnadens totalt 150 våningar roterar 2,4 grader från våningen under, för att uppnå en 360 graders rotation. I februari 2008 annonserades priserna för lägenheterna i skyskrapan ut, från 750 000 upp till 40 miljoner dollar. Som ett kompletterande strukturellt stöd skulle varje våning omges av tvära hörn och fyra konkava sidor. I likhet med Willis Tower (tidigare känt som Sears Tower) och John Hancock Centers utsiktsdäck, kommer Chicago Spire att rymma ett umgängesrum högst upp, som erbjuder de boende utsikt över fyra amerikanska stater. Den höga fyravåningsentrén i skyskrapan kommer att ha genomskinliga glasväggar och inramas av ett stålförstärkt övergripande betongvalv. Byggnaden har av allmänheten blivit stämplad som en jättelik "borrspets" och andra från media har liknat den som ett "långt slingrande träd" och ett "grässtrå".
Den spiralliknande formgivningen, liknande Turning Torso i Malmö, kan ge två stora fördelar. För det första har böjda mönster en tendens att bidra till bättre hållfasthet hos en struktur. En liknande princip, med böjda tak på arenor, har tillämpats tidigare. Förutom strukturstöd, kommer den rundade delen av fasaden även att minimera vindstyrkan mot byggnaden. I rektangulära byggnader ger ett flytande vindflöde tryck på lovartsidan av byggnaden, medan luften rör sig runt byggnaden och ett sug tillämpas på läsidan. Detta medför ofta att svängningar i höga byggnader, som kan, åtminstone delvis, motverkas av att man gör strukturen styvare, eller genom att man använder ett dynamisk vindspjäll. Även om den kurviga formgivningen av Chicago Spire inte helt kommer att revidera vindstyrkan, motverkas den helt klart av en avsmalnande betongkärna och tolv skjuvningsväggar som är installerade i byggnaden. Dessutom kommer Chicago Spire att byggas enligt praxis för världsklassig hållbar teknik för att möta ledarskap i energi- och miljöteknik-design, LEED (Leadership in Energy and Environmental Design). Bland de hållbara funktionerna finns bland annat återvunnet regnvatten, flodvatten som används för kylning, ornitologi-känsliga glas för att skydda flyttfåglar, intelligenta byggnader och förvaltningssystem, lagring av avfall och förvaltning av återvinning, och leverans av övervakad utomhusluft.

## Konstruktion
Efter stadens godkännande meddelades att bygget av Chicago Spire skulle börja under sommaren 2007, med inplanerade kassuner så tidigt som i juni 2007. Man utsåg DuSable-parken till ett mellanstationsområde för byggandet av tornet Försäljningscentrumet för Chicago Spire öppnades den 14 januari 2008.
Den 19 september 2008 meddelade en taleskvinna för fastighetsägaren att arbetet skulle fortsätta med byggnaden, men att byggtakten skulle komma att bromsas upp tills den finansiella marknaden hade förbättrats från Subprime-krisen. Kelleher påstod att han fortfarande hade det ekonomiskt stöd som krävdes, även om möjligheten för projektet att överleva den dåvarande ekonomiska nedgången har starkt ifrågasatts av analytiker. Någon entreprenör för att färdigställa byggnadens överbyggnad har ännu inte namngivits. I The Wall Street Journal kunde man den 1 oktober 2008 läsa att byggnadens grund var fullständig, men att arbetet med konstruktionen ovan mark inte skulle fortsätta förrän marknaderna återhämtat sig.

### Underjordisk fas
Den 25 juni 2007 anlände man till platsen med delar till lyftkranar och andra anläggningsmaskiner. Dagen där på tillkännagav Shelbourne Development officiellt det första entreprenaduppdraget. Som ett första steg i förberedelserna för byggandet borrades 34 stycken betong- och stålkassuner 37 meter in berggrunden under jord. Det slutförde man den 25 juni 2008. En kofferdamm på 32 meter i diameter och 24 meter i djup har installerats för att skapa en arbetsmiljö och kommer senare även att fungera som en grund för byggnadens kärna. Det omgivande området är inställt på att få en rejäl nyttouppgradering.

## Bilder

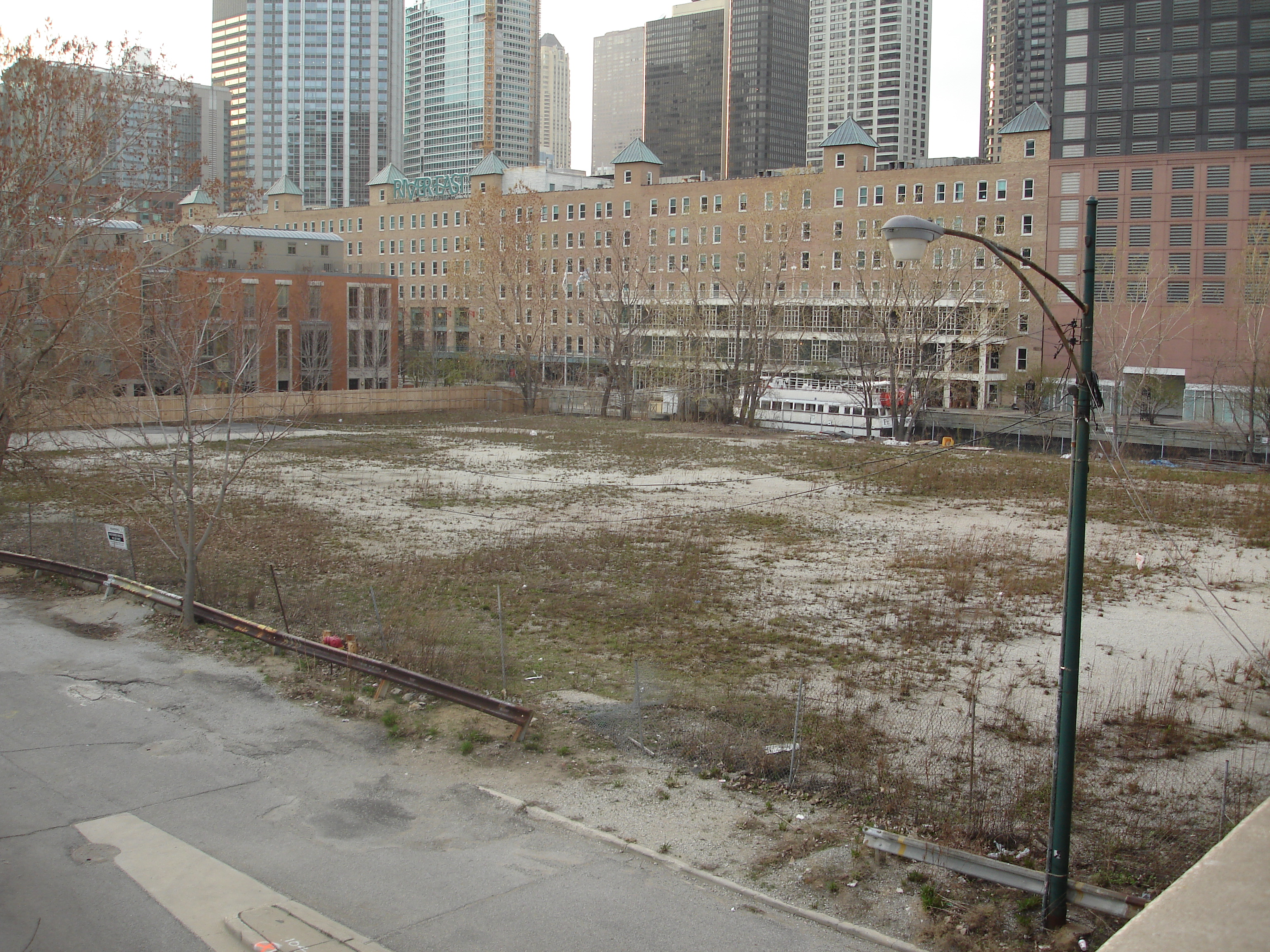
Bild på byggarbetsplatsen några månader innan byggandet påbörjades.
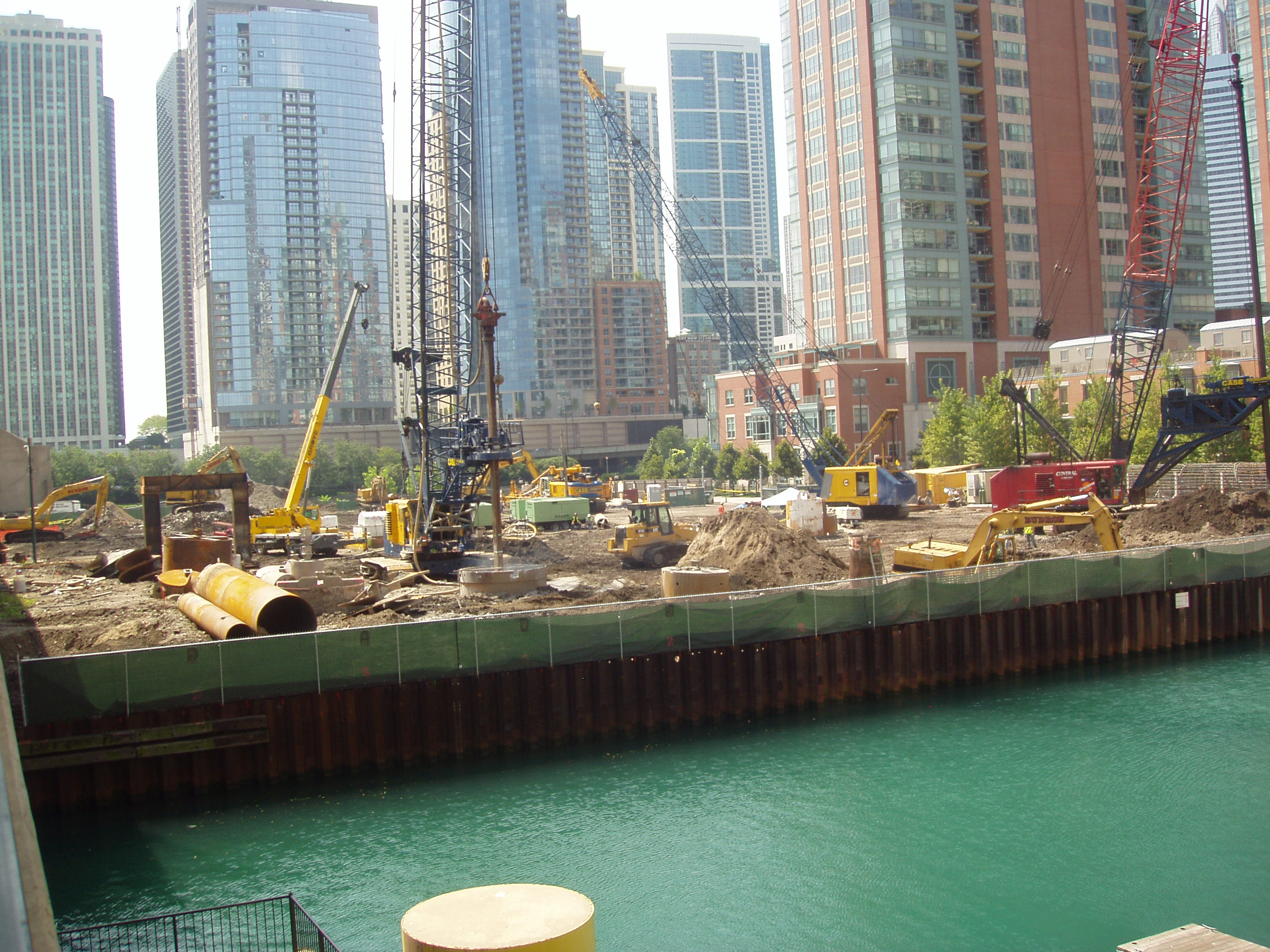
Berggrunden borras, 22 augusti 2007.
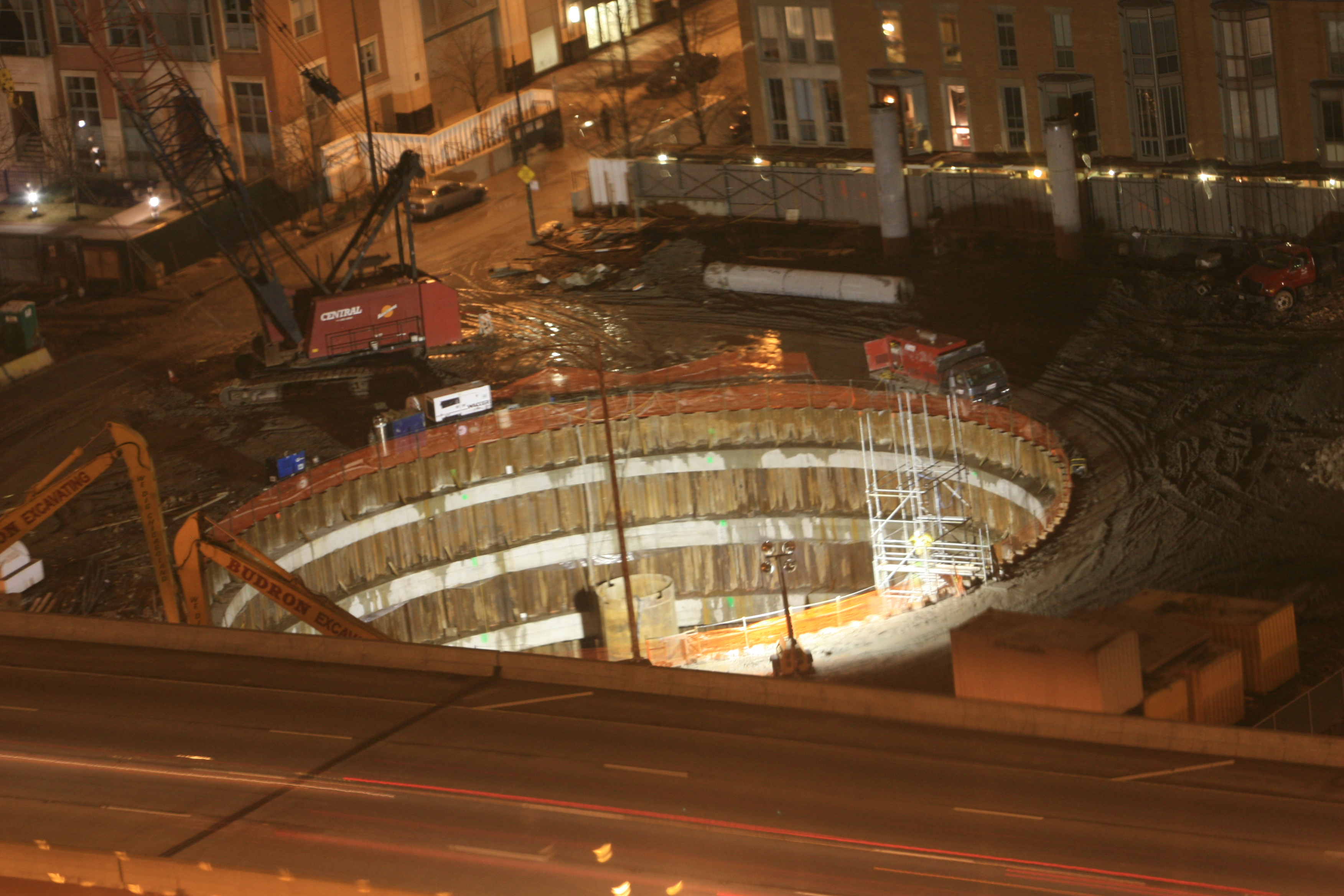
Närbild av grundschaktning, 12 januari 2008.
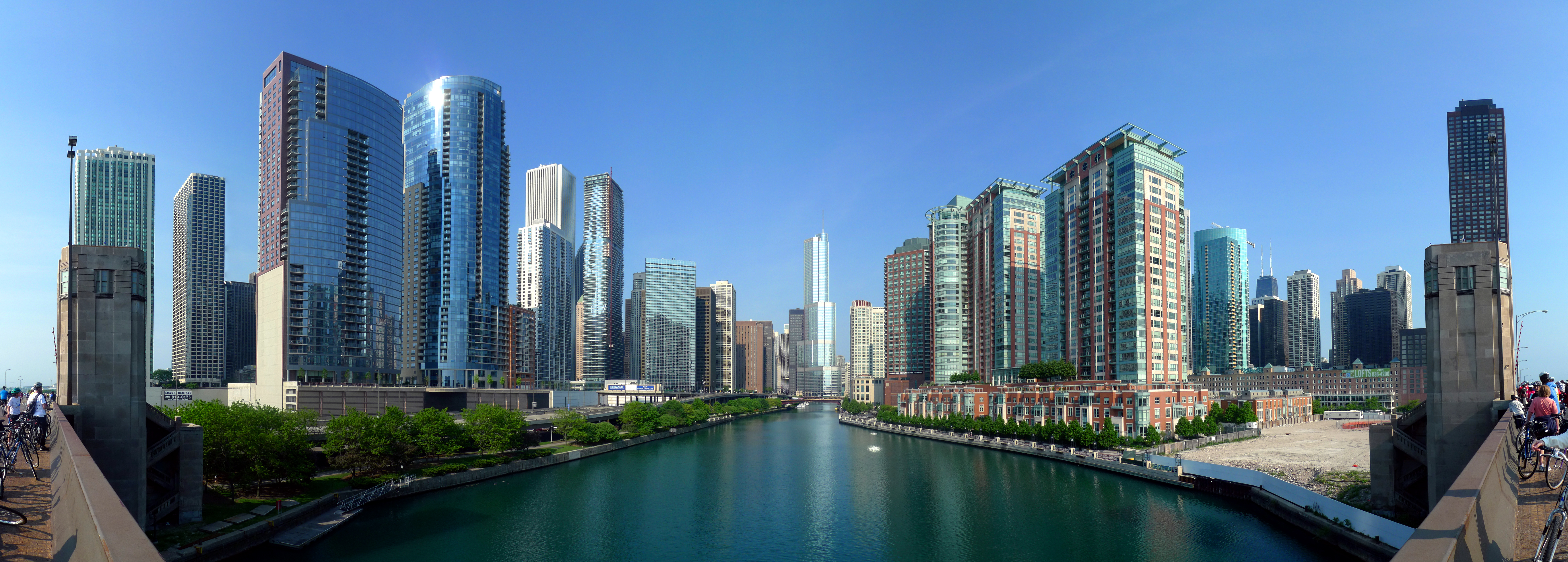
Byggnader längs sidorna av Chicagofloden, i panoramavy.